# Katedra Wniebowzięcia Najświętszej Maryi Panny w Charkowie
Katedra Wniebowzięcia Najświętszej Maryi Panny w Charkowie (ukr. Собор Внебовззяття (Успіння) Пресвятої Діви Марії у Харкові) – rzymskokatolicka świątynia wybudowana w stylu neogotyckim w latach 1887–1892 przy obecnej ul. Gogola 4. 
Od 1923 r. przy kościele obok parafii rzymskokatolickiej działa też wspólnota ormiańskokatolicka, dla której wydzielono kaplicę po lewej stronie świątyni, do dziś nazywaną kaplicą ormiańską. W charakterze ormiańskiego proboszcza przybył do miasta ks. Jehanian Karapet, który w 1927 r. przyjął obywatelstwo radzieckie. 14 lutego 1938 r. został on aresztowany przez NKWD i 21 października 1938 roku rozstrzelany w Charkowie.
W latach trzydziestych XX wieku kościół zamknięto i przebudowano na cele świeckie – mieściło się tu m.in. kino dla dygnitarzy partyjnych. W 1992 świątynia została zwrócona wiernym. Pierwszy proboszczem został ks. Jerzy Ziemiński ze zgromadzenia księży marianów. Posługę przy parafii podjęły też siostry franciszkanki służebniczki Krzyża i siostry szarytki. Od 2002 jest katedrą nowo powstałej diecezji charkowsko-zaporoskiej. Pierwszy ordynariuszem został biskup Stanisław Padewski z zakonu kapucynów. 
W 2002 r. parafia katedralna otrzymała Medal św. Brata Alberta za działalność charytatywną na rzecz osób niepełnosprawnych i niewidomych. 

## Galeria

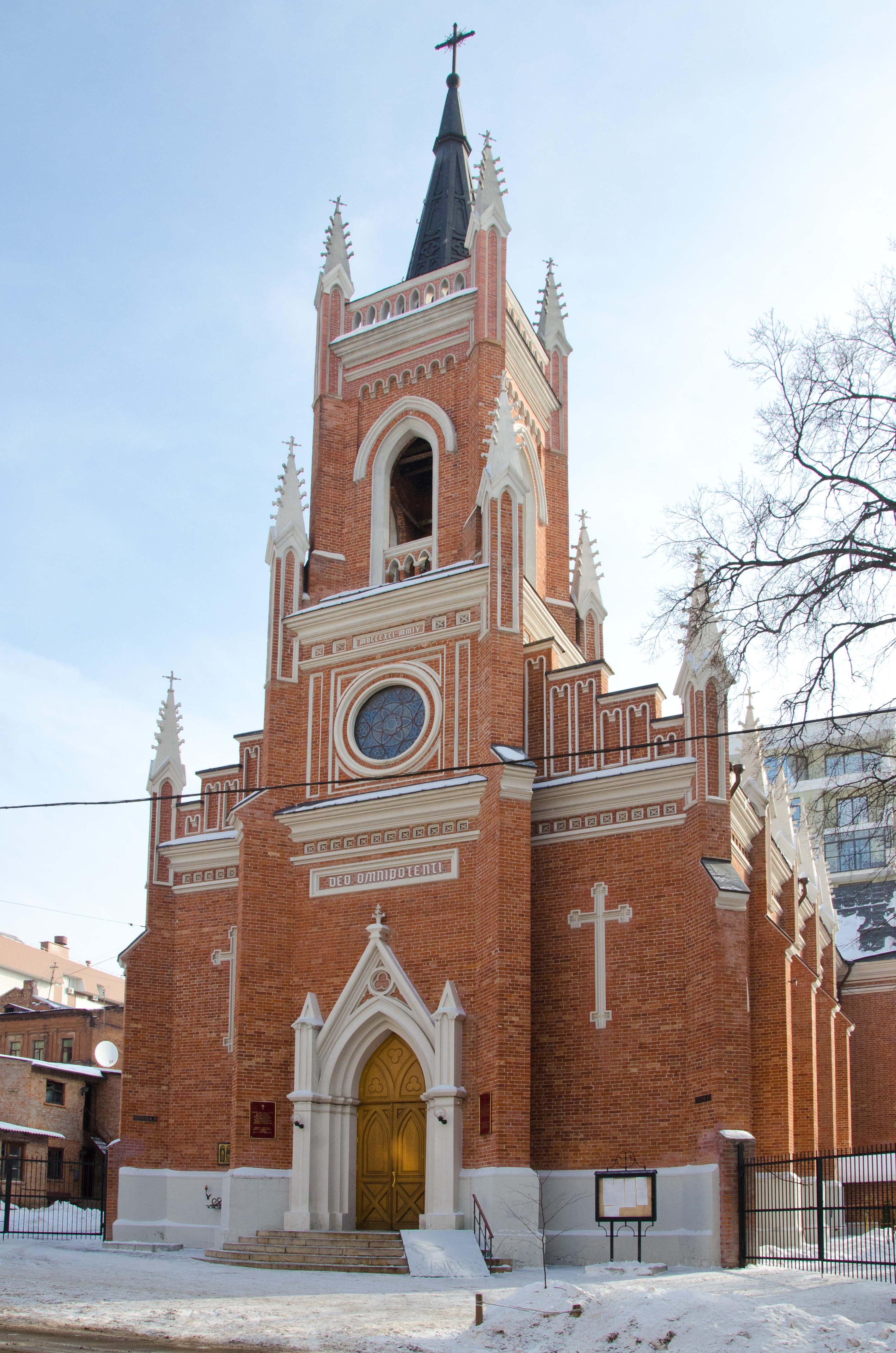
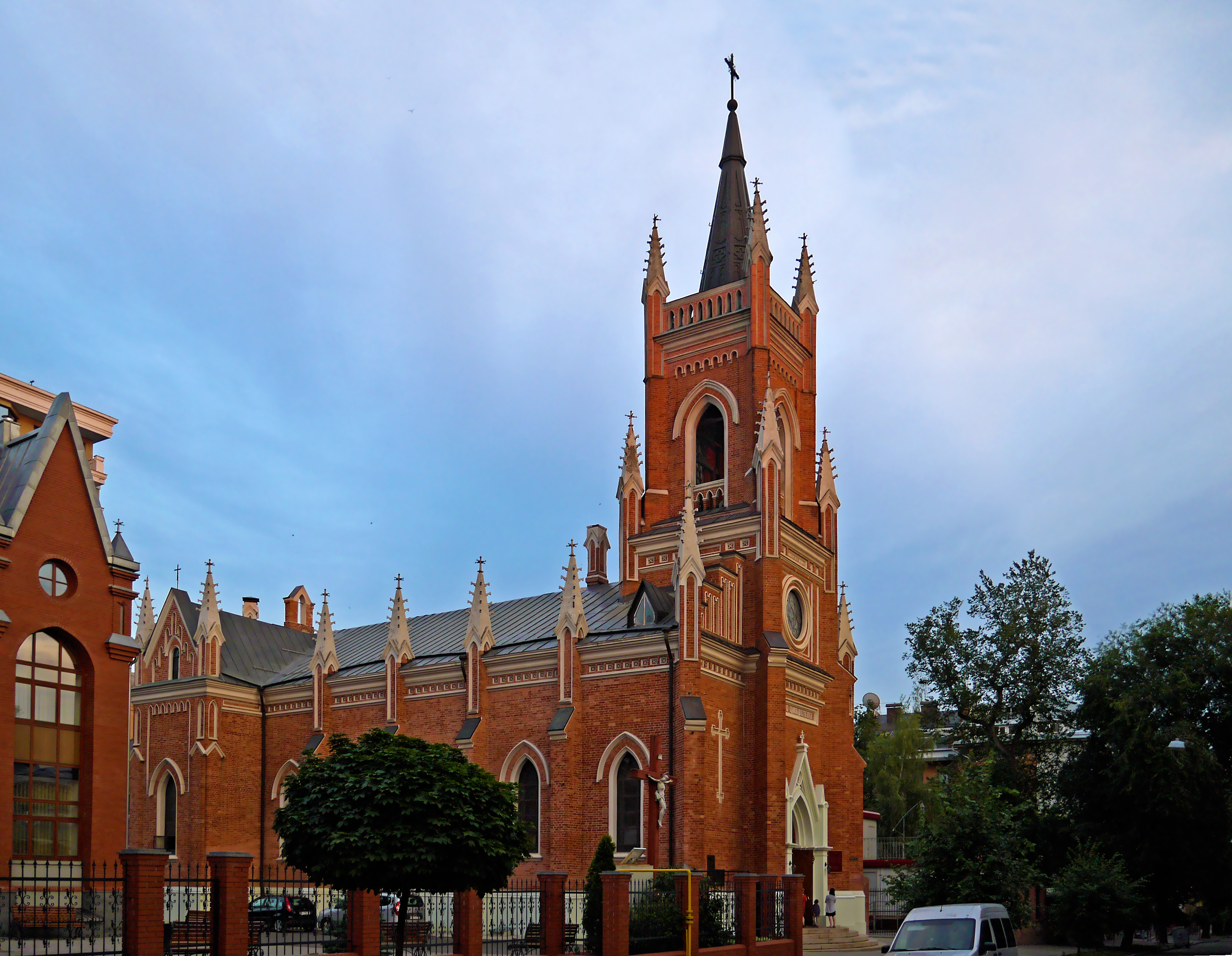
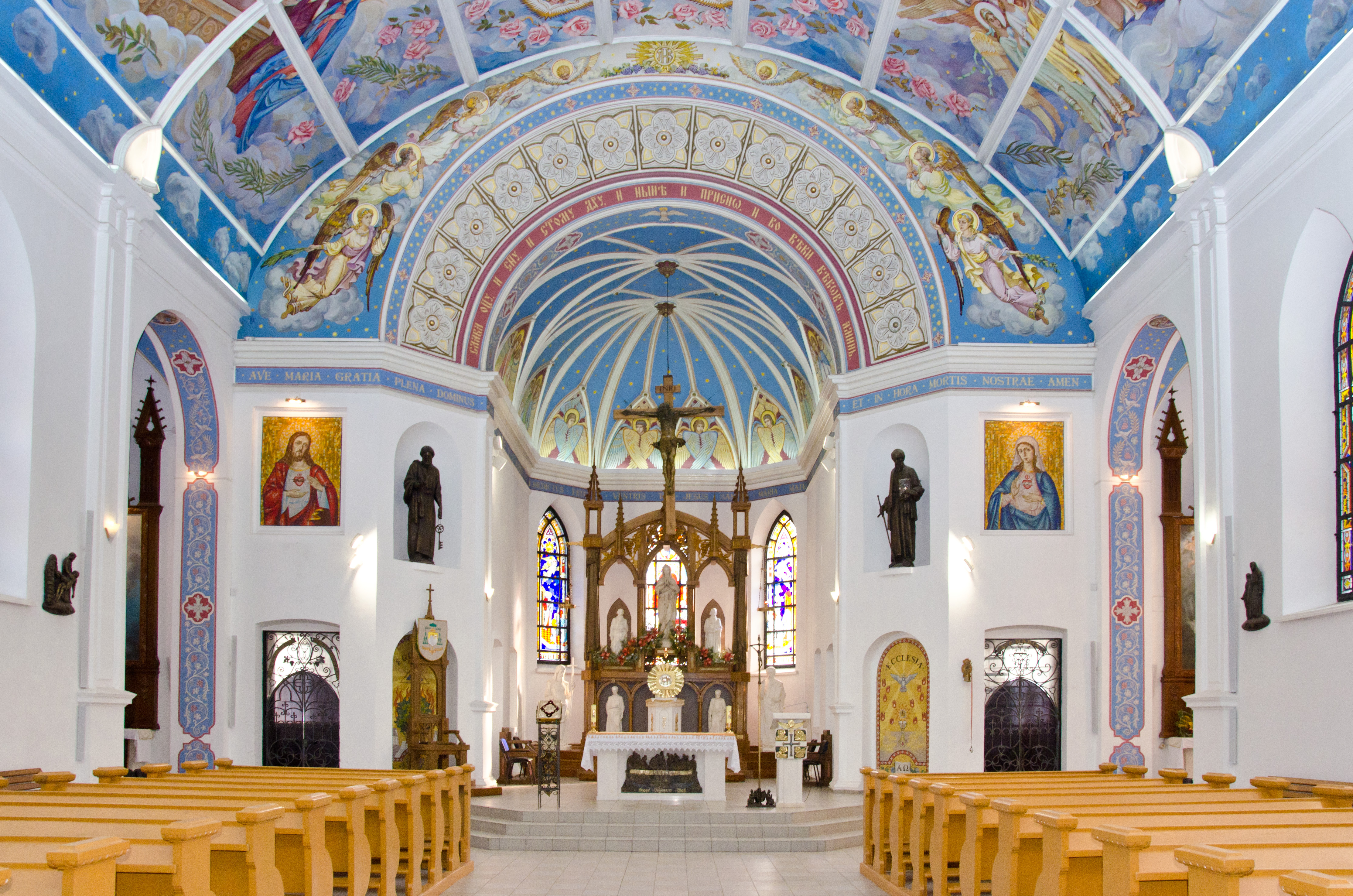
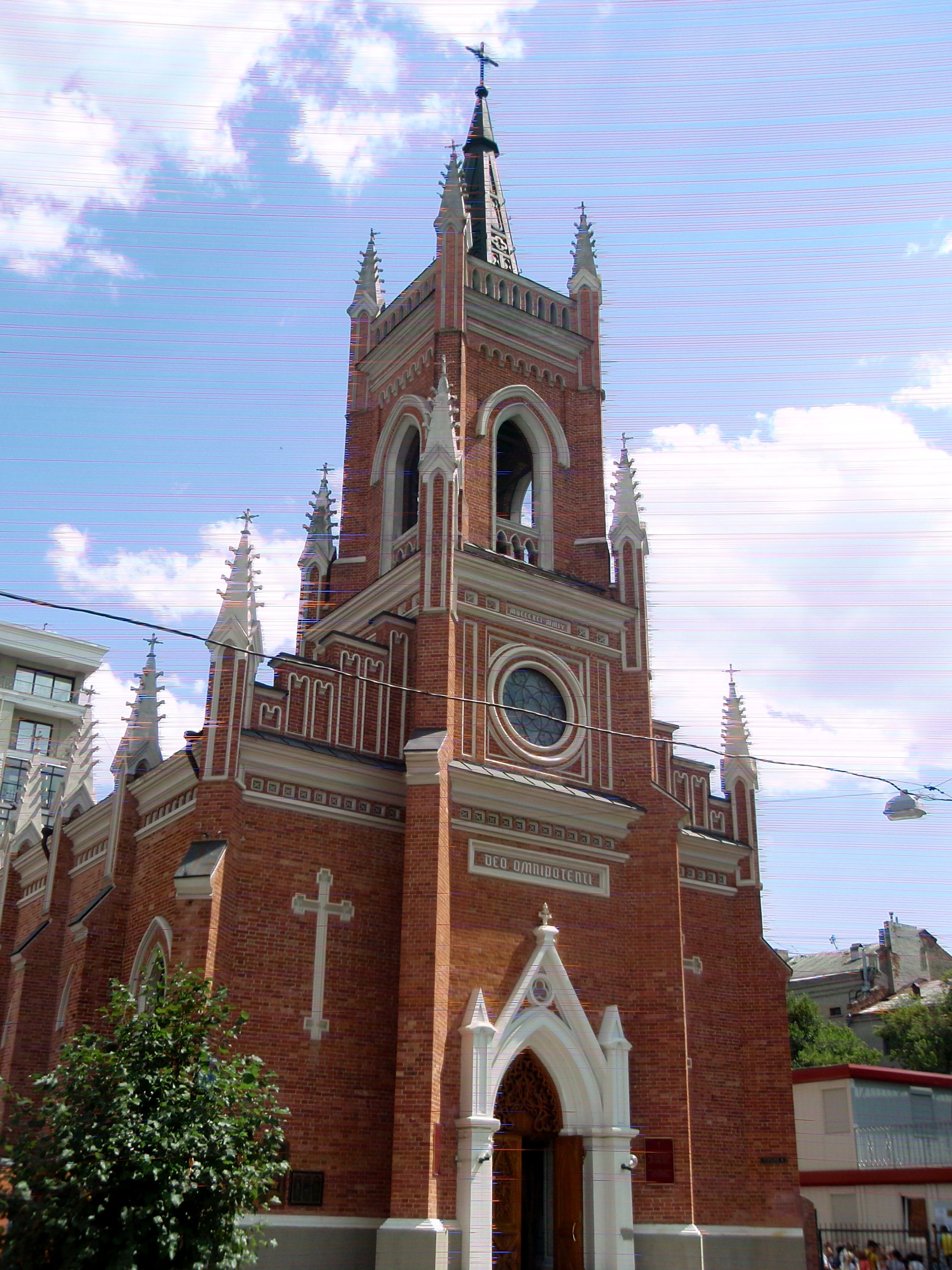
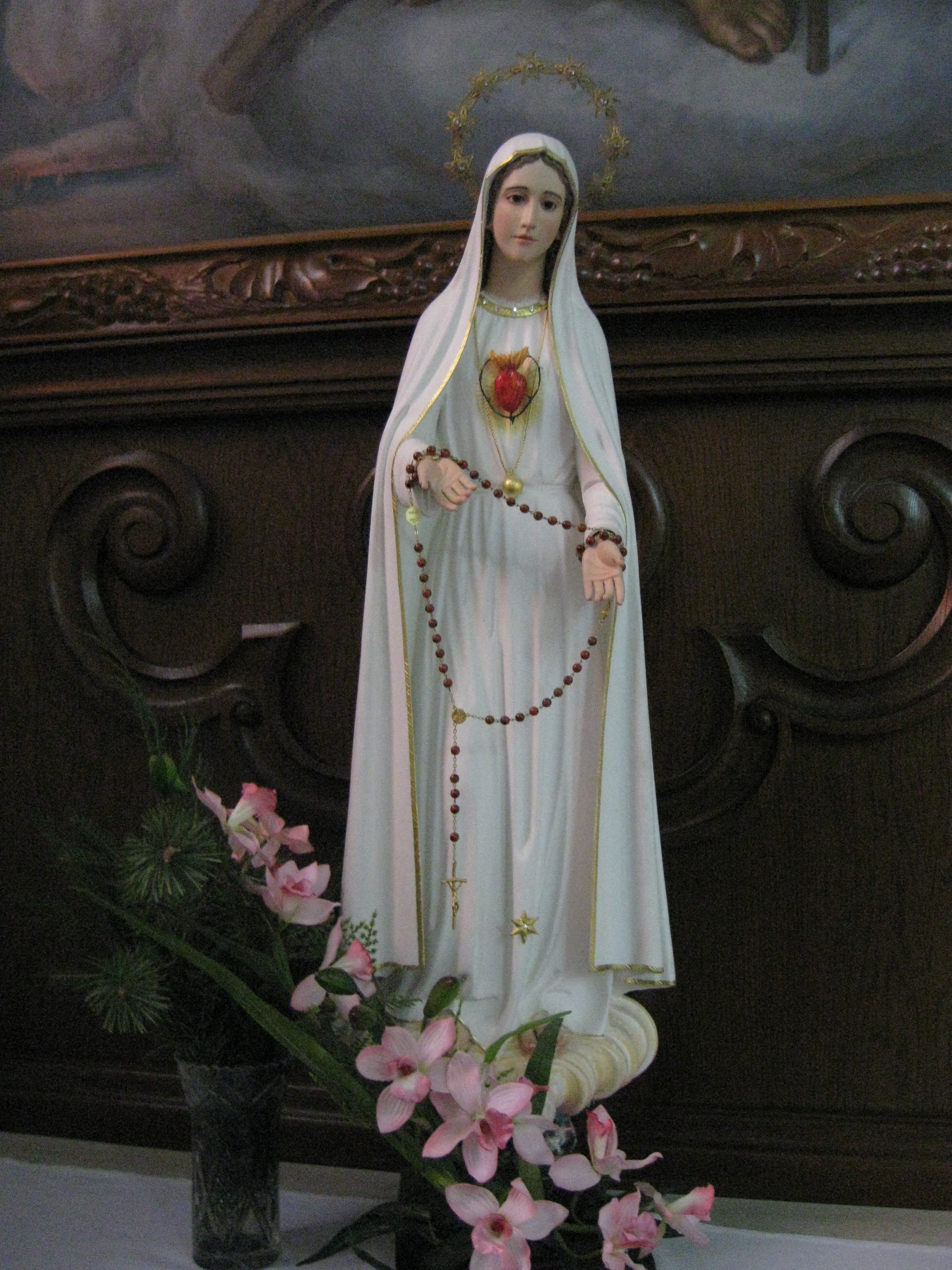
Posąg Matki Bożej
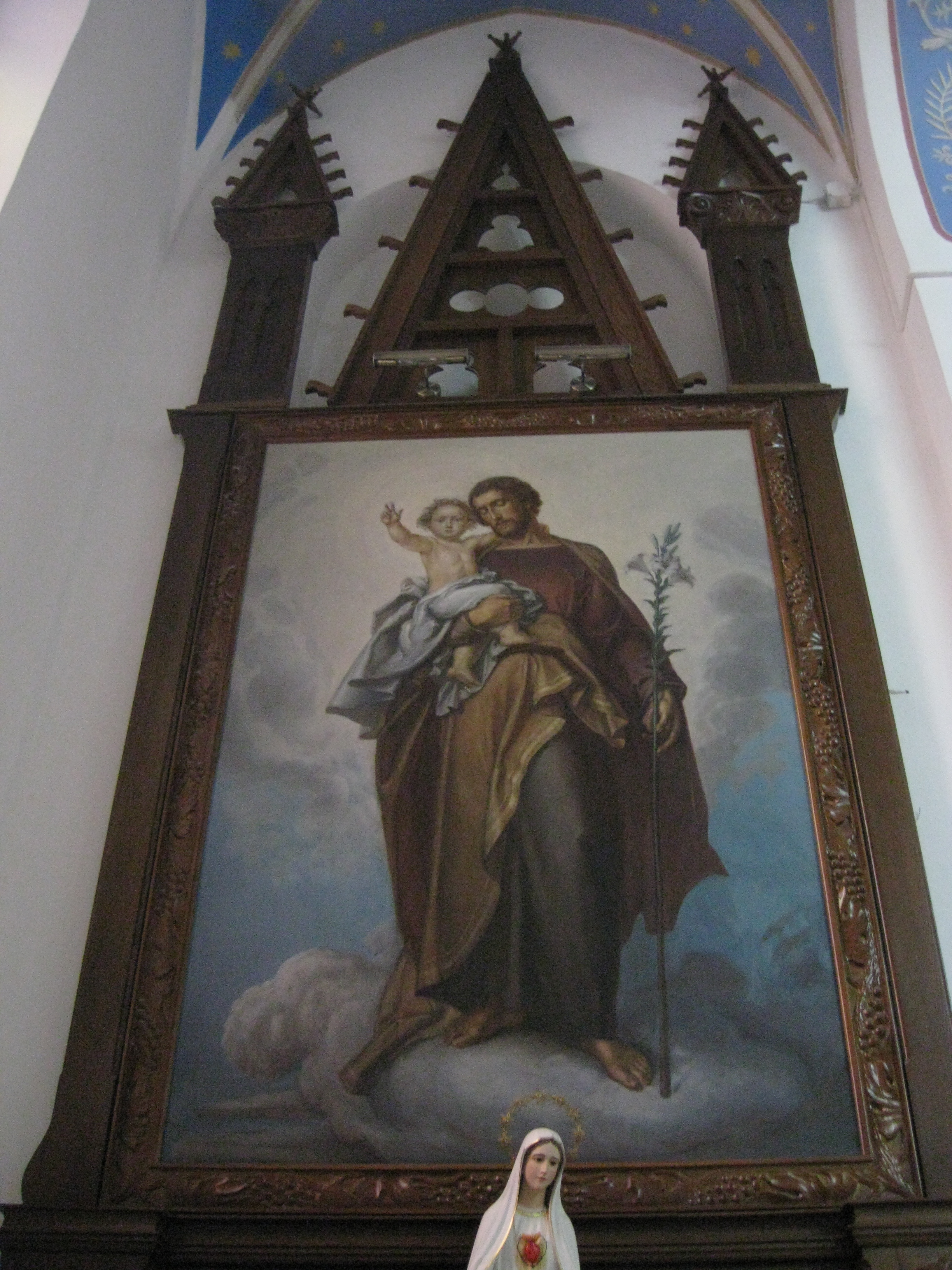
Nawa boczna
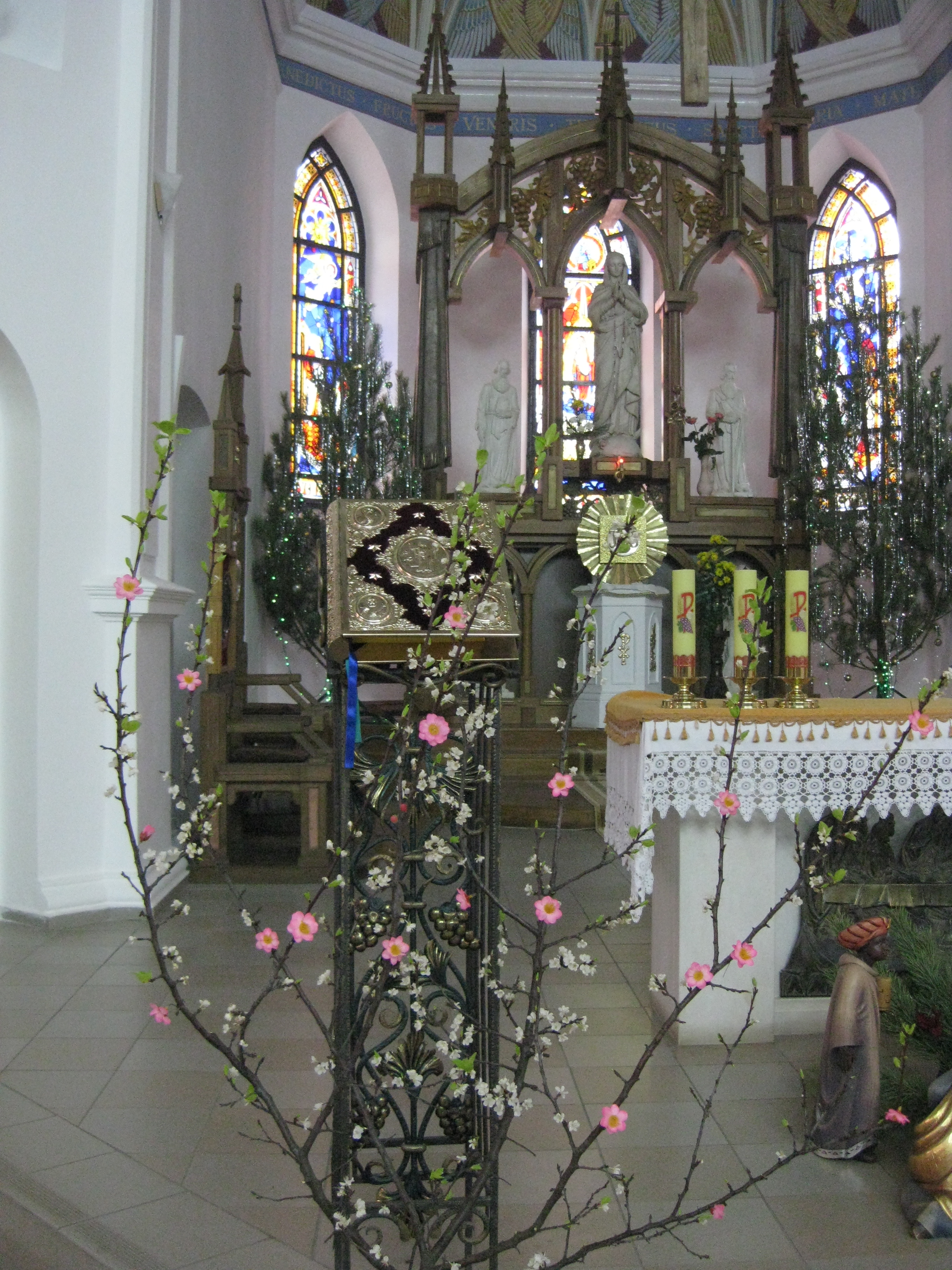
Ołtarz
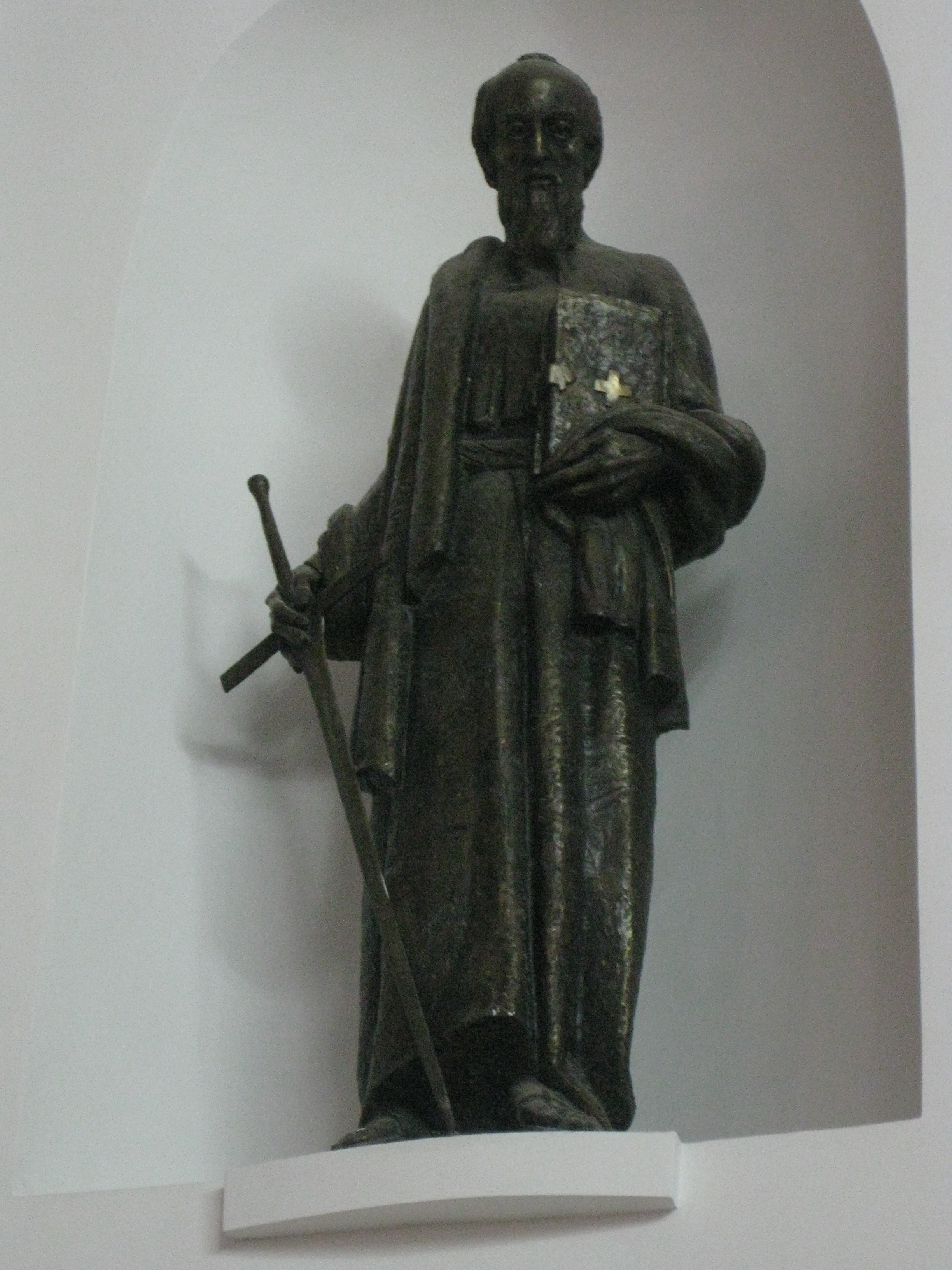
Posąg św. Pawła
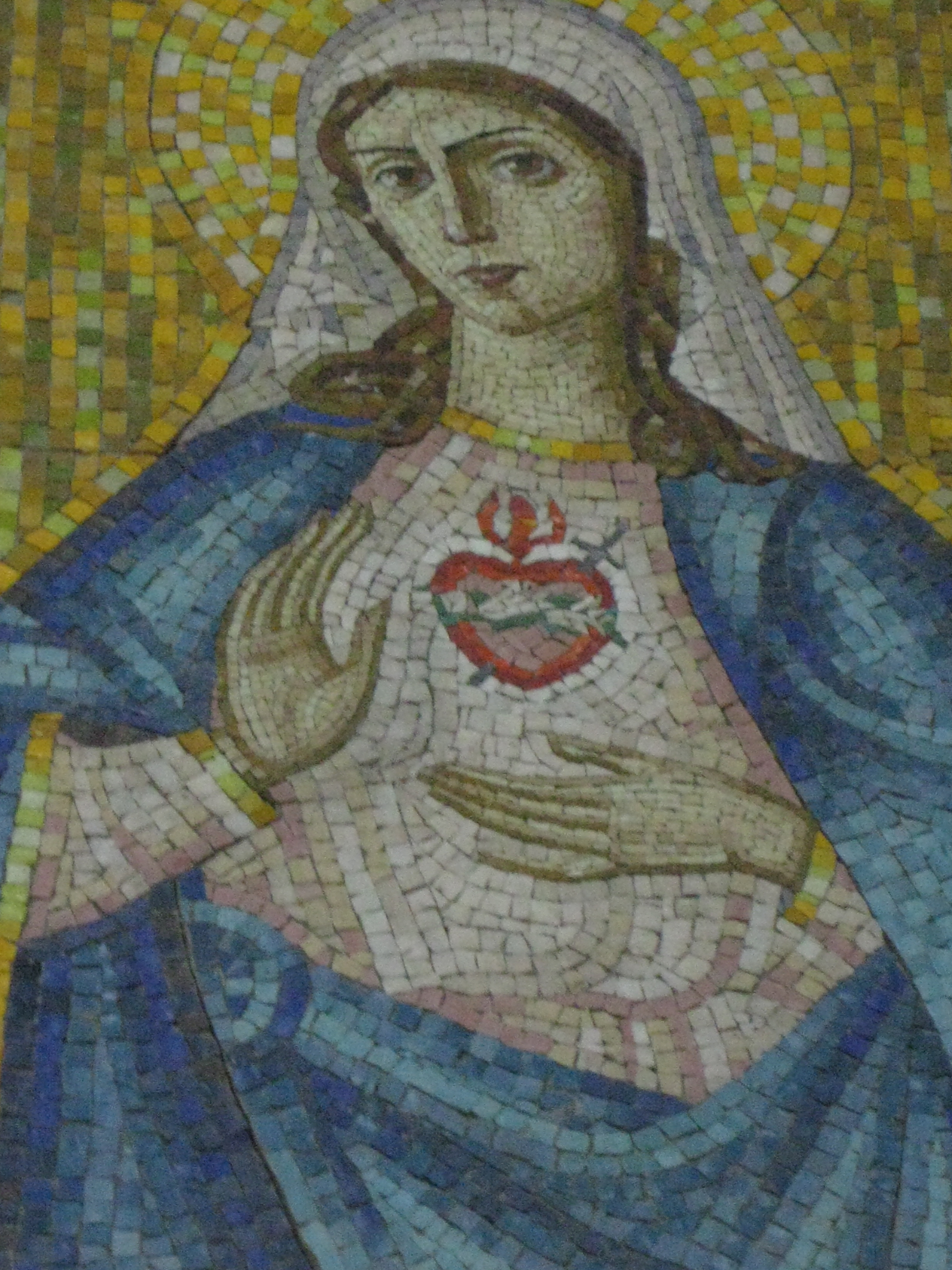
Mozaika w wizerunkiem Matki Bożej
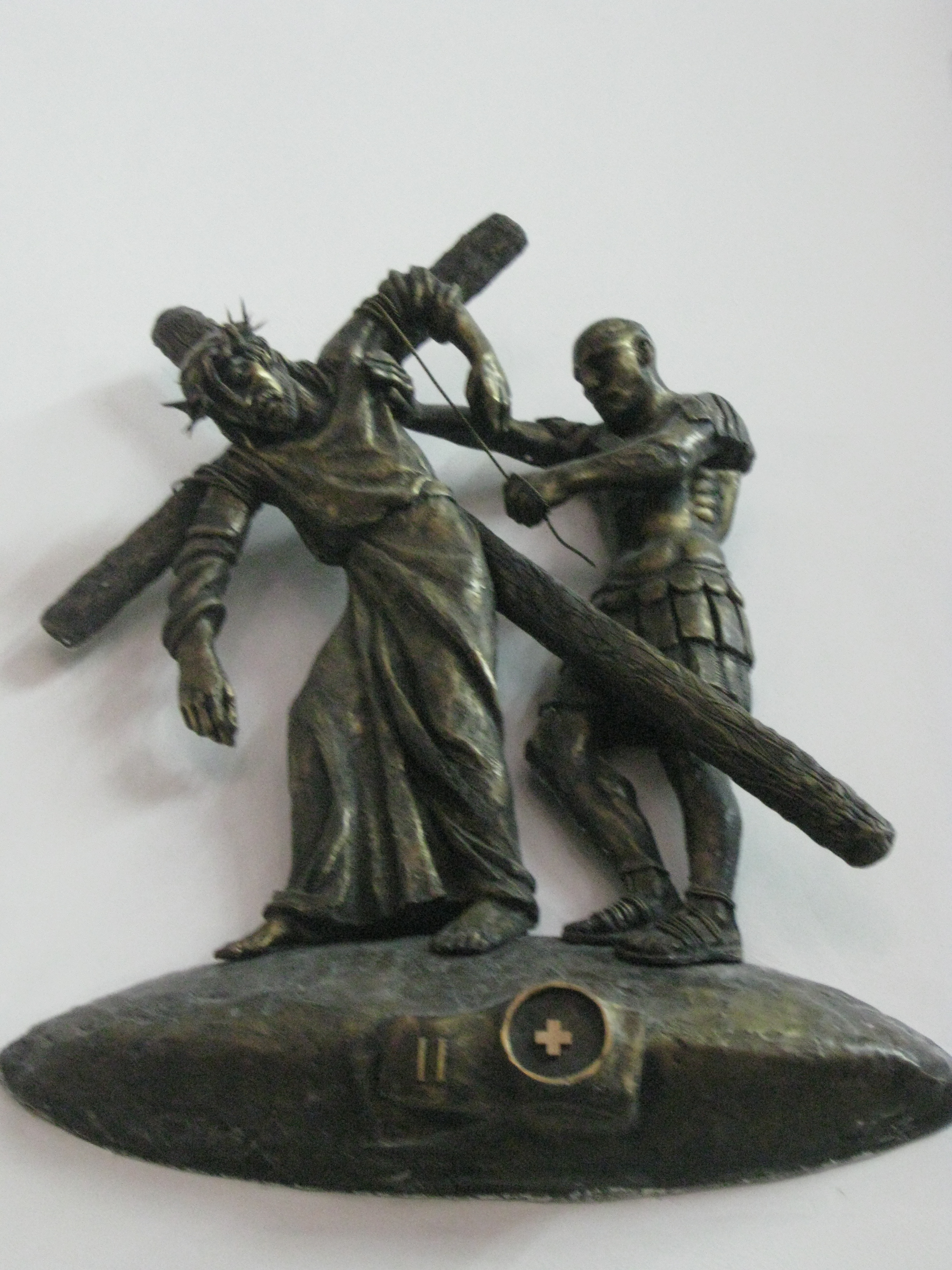
Część Drogi Krzyżowej
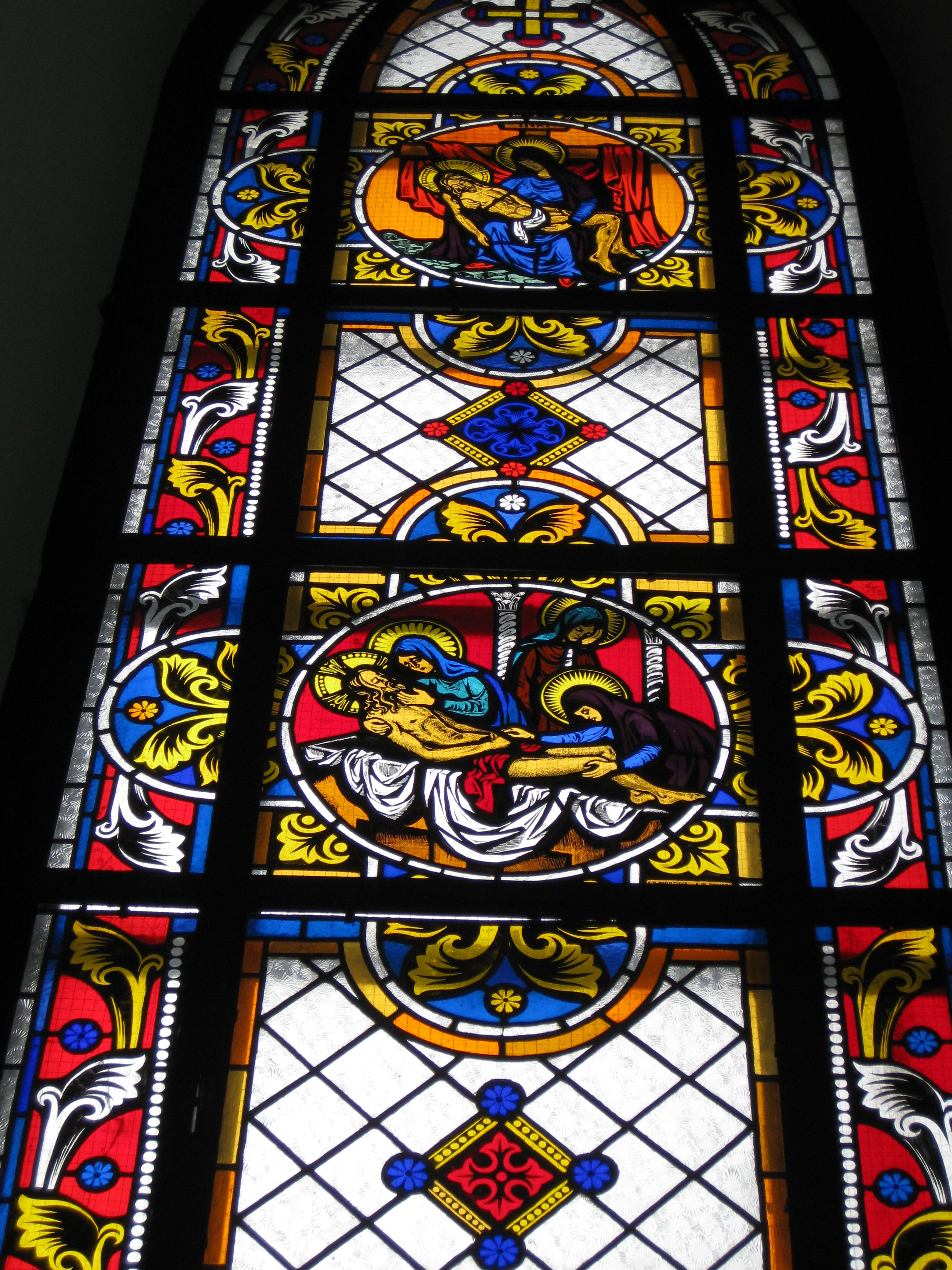
Witraż
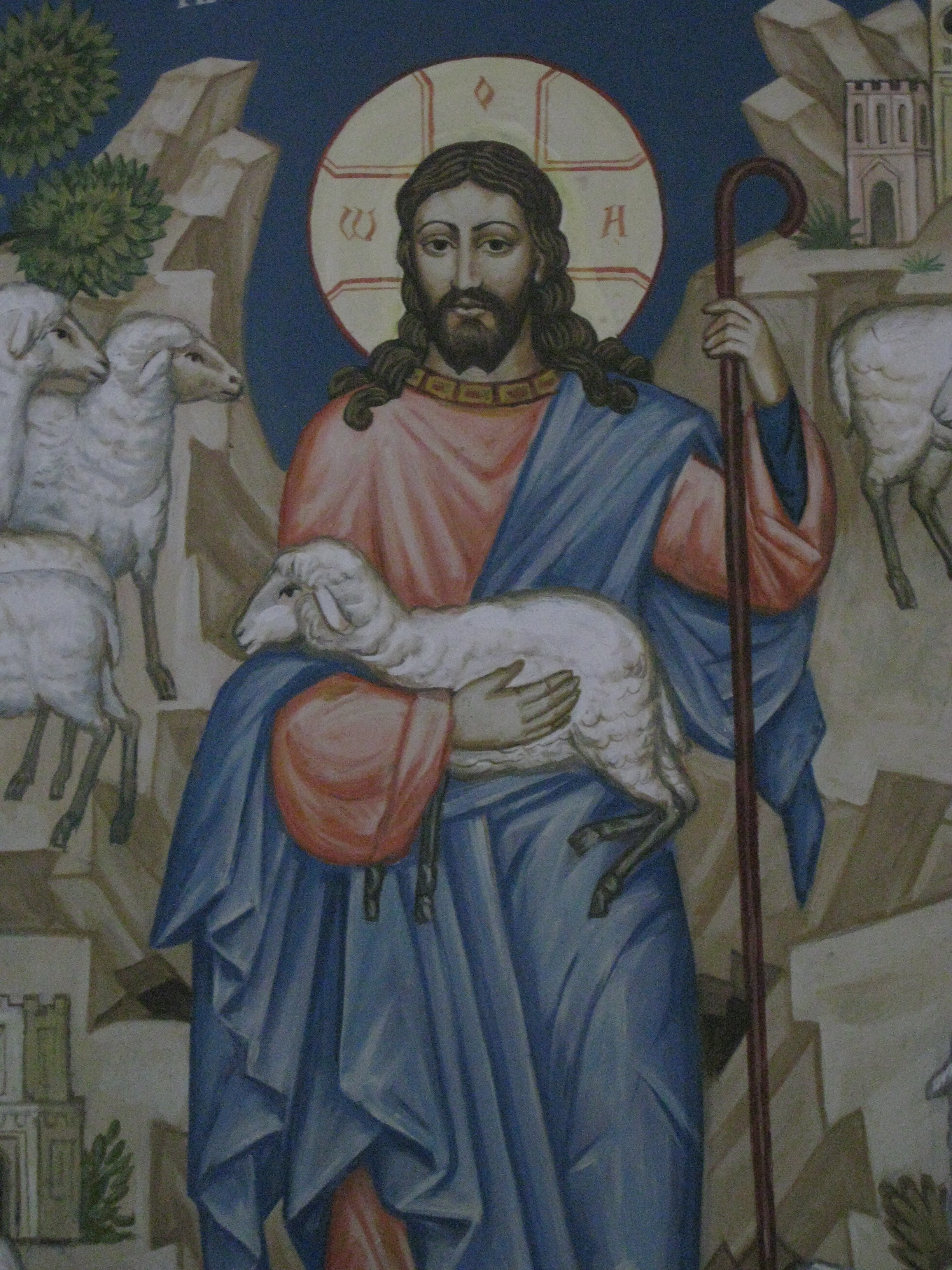
Fresk „Jezus jest dobrym pasterzem”
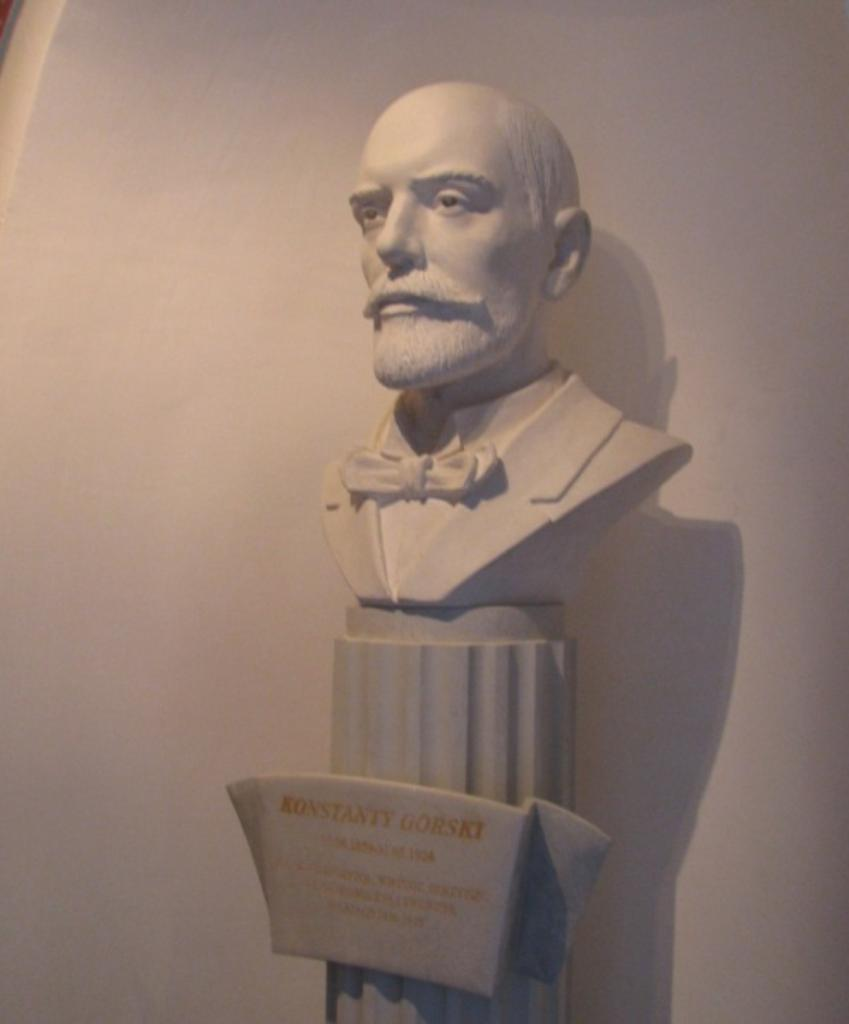
Popiersie Konstantego Gorskiego (autor: Aleksander Porożniuk), odsłonięte 14 czerwca 2009 r.